# Synodus indicus
Anoli indien
Espèce
Statut de conservation UICN

 LC 28 juin 2018 : Préoccupation mineure
Synonymes
- Saurus indicus
- Synodus dietrichi

Synodus indicus, l’Anoli indien, est une espèce de poissons de la famille des Synodontidae.

## Systématique
L'espèce Synodus indicus a été décrite pour la première fois en 1873 par Francis Day,.

### Synonymie
Selon FishBase (02 mars 2023) :
- Saurus indicus Day, 1873
- Synodus dietrichi Kotthaus, 1967

## Distribution
Cette espèce se croise le long des côtes de l'océan Indien, en particulier celles du Mozambique, de la Somalie, de l'Inde et de l'Indonésie. Elle peut également être retrouvée le long des côtes indonésiennes dans l'océan Pacifique.

## Description
Synodus indicus peut mesurer jusqu'à 33 cm, mais dont la taille moyenne se situe aux environs de 12 cm.
Cette espèce se trouve principalement près des côtes, à des profondeurs variant de 20 à 100 m.

## Étymologie
Son épithète spécifique, indicus, vient d'Indien.

## Comportement

### Parasites
Les spécimens adultes sont victimes de nombreux ectoparasitess, en particulier copépodes des genres Abasia et Metataeniacanthus.

## Publication originale
- (en) Francis Day, « On some new Fishes of India. », Journal of the Linnean Society of London, Zoology, Londres, vol. 11, no 56,‎ juillet 1873, p. 524-530 (ISSN 0368-2935 et 2378-5314, OCLC 1680906, DOI 10.1111/J.1096-3642.1873.TB01674.X).